# Ėduard Vinokurov
Ėduard Teodorovič Vinokurov (in russo Эдуард Теодорович Винокуров?; Bajžansaj, 30 ottobre 1942 – San Pietroburgo, 10 febbraio 2010) è stato uno schermidore sovietico, vincitore di due medaglie d'oro ed una d'argento nella scherma ai giochi olimpici.